# 洗平竜也
洗平 竜也（あらいだい たつや、1979年1月9日 - ）は、青森県上北郡六戸町出身の元プロ野球選手（投手）。

## 経歴

### プロ入り前
中学生時代までは軟式野球でのプレーを経験していた が、光星学院高校（現在の八戸学院光星高校）への進学を機に硬式野球部へ入ると、1年時の夏からエースとして活躍。3年間でストレートの球速を20km/h上げた末に、サイドスローから最速142km/hのストレートを投げ込む速球派の左投手として、NPB球団のスカウトから注目されるまでに成長した。もっとも、夏の全国高等学校野球選手権青森大会で3年続けて決勝で敗れるなど、在学中は春夏とも甲子園球場の全国大会と無縁であった。洗平自身は後年、「下半身の強化などを含めて、プロ（NPB）行きに必要な土台は光星（学院高校）だったから身に付けられた」と語っている。
高校からの卒業後に進学した東北福祉大学 では、自身と同じ左投手の吉見祐治・歌藤達夫と同期であった。山岡洋之が4年生エースで、その下に左腕・松修康がいてさらに、吉見が台頭するなど投手陣の層が厚く、入学当初は公式戦へ登板する機会がなかった。それでも、3年時以降は、吉見に次ぐ2番手扱いながらエース級で活躍。仙台六大学野球のリーグ戦で通算10勝無敗という成績を残したほか、4年時には、春季リーグでの優勝し、吉見と最優秀選手となり全日本大学野球選手権での準優勝を経験した。在学中の3学年先輩に鈴木郁洋、1学年先輩に奈良将史、1学年後輩に石原慶幸、2学年後輩に木谷寿巳・橋本健太郎、3学年後輩に岸田護・中村公治などがいる。
大学4年時の2000年には、仙台六大学秋季リーグでの優勝を経て臨んだ明治神宮野球大会の北海道・東北地区王座決定戦で、北海学園大学打線から19三振を奪った。この好投でNPB球団のスカウトから再び注目されたこと を背景に、大会後のNPBドラフト会議で、当時存在していた逆指名制度を通じて中日ドラゴンズへ入団することを宣言。年俸1300万円、契約金1億円（金額は推定）という条件で入団した。背番号は32。ちなみに、この会議では、吉見も逆指名制度を通じて横浜ベイスターズに2位で入団している。

### プロ入り後
2001年には、春季キャンプのスタートを一軍で迎えたが、ブルペンでの投球練習で最初から暴投が相次いだ。その後も、ブルペンへ入るたびに極度の制球難を露呈。「キャッチャーミットを目がけて投げ込んだ球が、バックネットや隣の投球レーンの捕手を直撃する」という有様で、キャンプの中盤から二軍に回った。この年にはウエスタン・リーグ公式戦25試合に登板。
2002年には10試合に登板。二軍で投球フォームの修正に取り組んだものの、制球力の向上には至らなかった。
2003年限りで球団から戦力外を通告。光星学院高校時代に続いて、オープン戦やウエスタン・リーグの公式戦でも甲子園球場のマウンドに立てなかった。
前述した制球難については、入団当初「極度の緊張によるイップスが原因である」と報じられていた。

### アマチュア球界への復帰後
愛知県内の会社に勤務しながら、2004年から社会人野球の硬式野球クラブ 東海REXでプレー。しかし、制球難は相変わらずで、ベーブルース杯では打者の頭に死球をぶつけたこともあった。チームが東海地区の第3代表として出場した第32回社会人野球日本選手権大会（2005年）では、日本生命との2回戦に救援で登板。
2007年シーズン限りで現役を引退したことを機に、東海REXを退部した。

### 現役引退後
千葉県船橋市に転居。東海REX在籍中の2004年に結婚すると、その年に長男を授かったことを皮切りに3児（いずれも男児）をもうけている。会社勤めのかたわら、長男が所属した少年野球チームでコーチを務めたことがきっかけ で、2013年に学生野球資格の回復へ向けた講習会に参加。2014年4月8日付で日本学生野球協会から資格回復の適性を認定されたことによって、同協会に加盟する高校・大学の硬式野球部での指導が可能になった。

## 人物
苗字の洗平は、出身地の六戸町を中心に、「日本国内で40人程度しか付けていない」とされるほど珍しい苗字である。
前述したように、光星学院高校時代の夏には3年とも青森大会決勝で敗れていることから、高校球界に関する報道や特集で当時の洗平を「不運のエース」と称することがある。

### 家族
一卵性双生児の兄として出生。実弟の隼人（はやと）も元野球選手（捕手）で、兄の竜也と揃って光星学院高校と東北福祉大学へ進学した後に、2001年から2005年まで社会人野球の東北マークスに在籍していた。東北福祉大学時代までは控え捕手だったが、東北マークスでは正捕手の座をつかんでいる。
長男・次男とも現役の野球選手で、2人とも竜也・隼人兄弟の母校に当たる八戸学院光星高校へ進学。いずれも、在学中に硬式野球部へ在籍していて、竜也も隼人も果たせなかった全国高等学校野球選手権大会への出場を成し遂げている。長男は右投手で、佐倉リトルシニアに所属していた中学3年時（2019年）にシニアリーグの全国選抜大会で優勝。2歳下の次男は竜也の現役時代と同じ左投手で、長男に続いて佐倉リトルシニアへ在籍すると、リトルシニア関東連盟の最優秀選手を受賞している。ちなみに、長男は2020年・次男は2022年に八戸学院光星高校へ入学。2022年には兄弟揃って第104回全国高等学校野球選手権大会へ出場したほか、長男が國學院大學へ進学した2023年には、次男が第105回全国高等学校野球選手権記念大会で阪神甲子園球場のマウンドに再び立っている。

## 詳細情報

### 年度別投手成績
- 一軍公式戦出場なし[1]

### 背番号
- 32 （2001年 - 2003年）

## 関連記事
- 青森県出身の人物一覧
- 東北福祉大学の人物一覧
- 中日ドラゴンズの選手一覧
- 根市寛貴 - 光星学院高校時代の後輩で、同校から2001年に読売ジャイアンツへ入団した右投手。大阪近鉄バファローズへ最後に所属していた選手の1人で、2006年に東北楽天ゴールデンイーグルスで現役を引退した。